# Marcus Canuleius Zosimus
Marcus Canuleius Zosimus war ein griechischer Toreut, der im 1. Jahrhundert n. Chr. vermutlich in Rom tätig war.
Er ist nur von einer Grabinschrift aus Rom bekannt, in der er für seine „Caelatura Clotura“, wahrscheinlich eine bestimmte Art getriebener Becher, gerühmt wird. Die Inschrift lautet:
D(is) M(anibus)
M(arci) Canulei
Zosimi
vix(it) ann(os) XXVIII
fecit
patronus lib(erto):
bene merenti
hic in vita sua nulli ma-
ledixit sine voluntate
patroni nihil fecit
multum ponderis
auri arg(enti) penes eum
semper fuit concupiit ex eo
nihil umquam hic artem caela-
tura Clodiana evicit omnes